# Obereopsis
Obereopsis es un género de escarabajos longicornios de la tribu Saperdini.

## Especies
- Obereopsis angolana
- Obereopsis angolensis
- Obereopsis angustifrons
- Obereopsis annamensis
- Obereopsis annulicornis
- Obereopsis antenigra
- Obereopsis antenigripennis
- Obereopsis apicalis
- Obereopsis apicaloides
- Obereopsis assamensis
- Obereopsis assimilis
- Obereopsis aterrima
- Obereopsis atriceps
- Obereopsis atricollis
- Obereopsis atrifrons
- Obereopsis atripennis
- Obereopsis atritarsis
- Obereopsis atrodiscalis
- Obereopsis atrosternalis
- Obereopsis aurata
- Obereopsis aureosericea
- Obereopsis aureotomentosa
- Obereopsis auriceps
- Obereopsis basalis
- Obereopsis basiflava
- Obereopsis basilewskyi
- Obereopsis basirufipennis
- Obereopsis bechynei
- Obereopsis bhutanensis
- Obereopsis bicolor
- Obereopsis bicoloricornis
- Obereopsis bicolorimembris
- Obereopsis bicoloripes
- Obereopsis bimaculicollis
- Obereopsis binotaticollis
- Obereopsis bipuncticollis
- Obereopsis birmana
- Obereopsis bootangensis
- Obereopsis borchmanni
- Obereopsis brevis
- Obereopsis burmanensis
- Obereopsis camerunensis
- Obereopsis cincticollis
- Obereopsis coimbatorana
- Obereopsis coimbatorensis
- Obereopsis conradti
- Obereopsis curta
- Obereopsis darjeelingensis
- Obereopsis descarpentriesi
- Obereopsis eisentrauti
- Obereopsis elgonensis
- Obereopsis elongatula
- Obereopsis endroedii
- Obereopsis exigua
- Obereopsis feai
- Obereopsis flava
- Obereopsis flaveola
- Obereopsis flavicornis
- Obereopsis flavipes
- Obereopsis flaviventris
- Obereopsis flavodiscalis
- Obereopsis freyi
- Obereopsis fusca
- Obereopsis fuscipes
- Obereopsis fuscosternalis
- Obereopsis gracilicornis
- Obereopsis gracilior
- Obereopsis guineensis
- Obereopsis hartwigi
- Obereopsis holoflava
- Obereopsis holoflavipennis
- Obereopsis holofusca
- Obereopsis holorufa
- Obereopsis indica
- Obereopsis infranigra
- Obereopsis insignis
- Obereopsis insularis
- Obereopsis invitticollis
- Obereopsis javaensis
- Obereopsis javanica
- Obereopsis javanicola
- Obereopsis kankauensis
- Obereopsis laosensis
- Obereopsis laosica
- Obereopsis leptissima
- Obereopsis limbata
- Obereopsis linearis
- Obereopsis lineaticeps
- Obereopsis longicollis
- Obereopsis longicornis
- Obereopsis longipes
- Obereopsis luchti
- Obereopsis luteicornis
- Obereopsis mabokensis
- Obereopsis maculicornis
- Obereopsis maculithorax
- Obereopsis malaisiana
- Obereopsis masaica
- Obereopsis mausoni
- Obereopsis medana
- Obereopsis mediofuscovitticollis
- Obereopsis medionigripennis
- Obereopsis meridionalis
- Obereopsis minima
- Obereopsis minutissima
- Obereopsis mirei
- Obereopsis mjobergi
- Obereopsis modica
- Obereopsis moltonii
- Obereopsis monticola
- Obereopsis nepalensis
- Obereopsis nigriceps
- Obereopsis nigricollis
- Obereopsis nigripes
- Obereopsis nigrivertex
- Obereopsis nigrohumeralis
- Obereopsis nigrolateraloides
- Obereopsis nigronotatipes
- Obereopsis nilghirica
- Obereopsis nimbae
- Obereopsis obliquata
- Obereopsis obscura
- Obereopsis obscuritarsis
- Obereopsis obsoleta
- Obereopsis paraflaveola
- Obereopsis paralaosica
- Obereopsis parasumatrensis
- Obereopsis paratogoensis
- Obereopsis paratricollis
- Obereopsis paravariipes
- Obereopsis parteflavicornis
- Obereopsis partenigriceps
- Obereopsis partenigricollis
- Obereopsis partenigrosternalis
- Obereopsis parvula
- Obereopsis pectoralis
- Obereopsis pedongensis
- Obereopsis perakensis
- Obereopsis pseudoannulicornis
- Obereopsis pseudocapensis
- Obereopsis puncticeps
- Obereopsis pusilla
- Obereopsis quadrinotaticollis
- Obereopsis rotundipennis
- Obereopsis rubriceps
- Obereopsis rufa
- Obereopsis rufescens
- Obereopsis ruficornis
- Obereopsis rufivertex
- Obereopsis rufooccipitalis
- Obereopsis rufosternalis
- Obereopsis sappalensis
- Obereopsis semiflava
- Obereopsis semifuscipennis
- Obereopsis seminigra
- Obereopsis sericea
- Obereopsis sericeipennis
- Obereopsis sericeoides
- Obereopsis shembaganurensis
- Obereopsis shillongensis
- Obereopsis signaticornis
- Obereopsis sikkimensis
- Obereopsis somsavathi
- Obereopsis subannulicornis
- Obereopsis subchapaensis
- Obereopsis subholoflava
- Obereopsis sublinearis
- Obereopsis sublongicollis
- Obereopsis submodica
- Obereopsis subobsoleta
- Obereopsis subteratra
- Obereopsis subternigra
- Obereopsis subterrubra
- Obereopsis subvitticollis
- Obereopsis sumatrensis
- Obereopsis tanganjicae
- Obereopsis tessmanni
- Obereopsis togoensis
- Obereopsis transversicollis
- Obereopsis trinotaticollis
- Obereopsis trochaini
- Obereopsis truncata
- Obereopsis variantennalis
- Obereopsis varieantennalis
- Obereopsis variipes
- Obereopsis verticenigra
- Obereopsis villiersi
- Obereopsis walshae
- Obereopsis wittei